# Église Saint-Maurice de Heiltz-l'Évêque
L'église Saint-Maurice est une église inscrite au titre des monuments historiques en 1934, située sur la commune de Heiltz-l'Évêque (Marne).

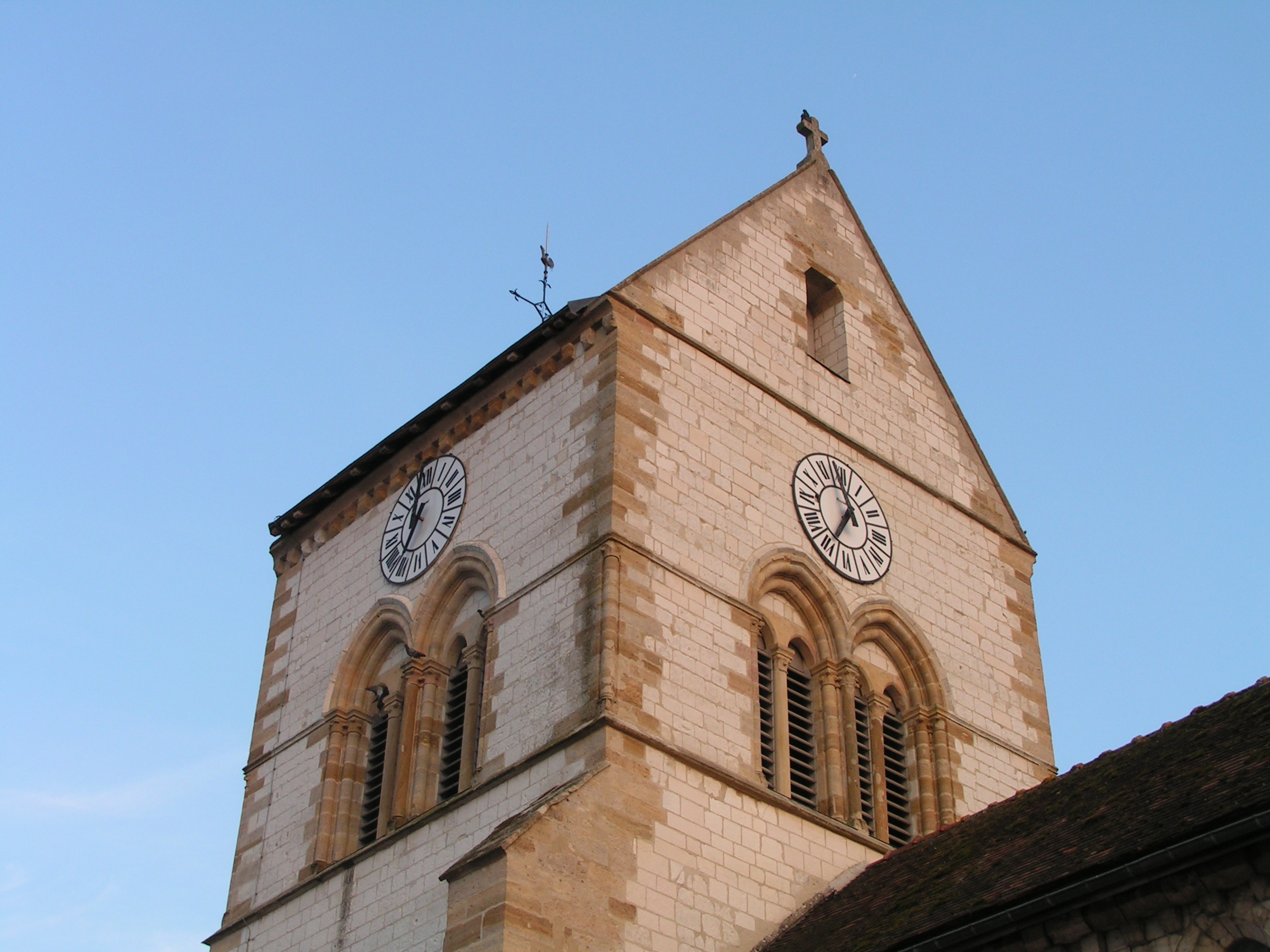
Clocher.
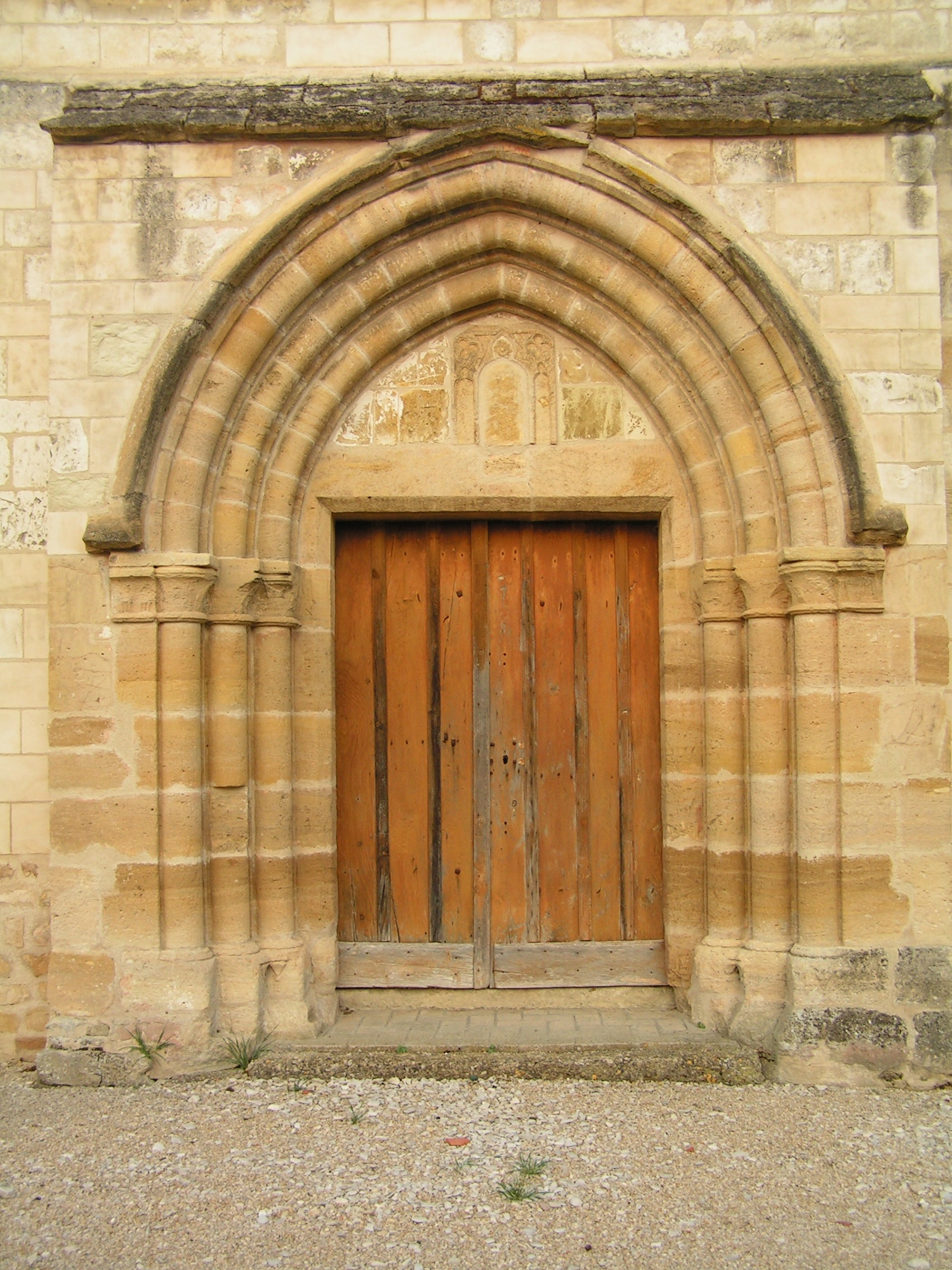
Portail.
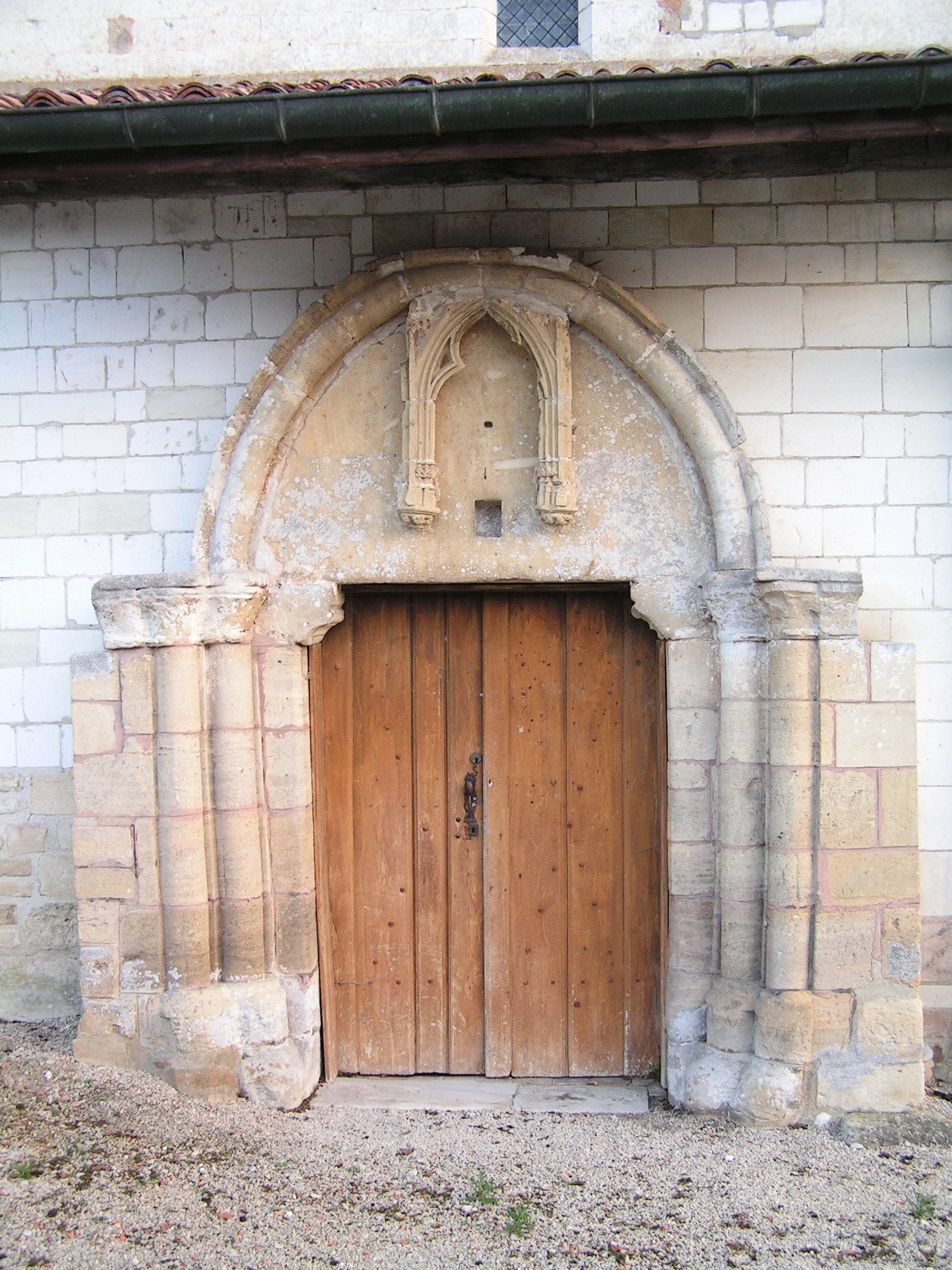
Porte secondaire.